# Умбох, Вим
Вим Умбох (индон. Wim Umboh; 26 марта 1933, Манадо — 24 января 1996, Джакарта) (в 1984, став мусульманином, принял имя Ahmad Salim) — индонезийский режиссёр и продюсер.

## Краткая биография
Был самым младшим из 11 детей в семье минахасцев. В шесть лет остался сиротой, работал подмастерьем сапожника. Был усыновлён врачом-китайцем, который дал ему китайское имя Liem Yan Yung и выучил китайскому языку. В 1952 г. окончил среднюю школу в Манадо и переехал в Джакарту. Специальное образование получил в Международной академии кинематографии в Париже (1961—1962 гг.). Начал свою кинематографическую карьеру в Джакарте осветителем киностудии Panah Mas (1953) и переводчиком китайских фильмов в киностудии Golden Arrow Studios, куда его устроил журналист Бус Бустами. В 1961 г. вместе с Анни Мамбо (1912—1973) основал собственную киностудию PT Aries Film, где работал звукооператором, режиссёром, монтажёром и продюсером. Заядлый курильщик. Умер от осложнения диабета и инсульта. Похоронен на кладбище Jeruk Purut Cemetery в Южной Джакарте,

## Творчество
В 1955 поставил первый художественный фильм «Тарелка риса». В том же году снял фильм «Позади стены», в 1956 г. — «Лунный свет на реке», в котором в качестве актёра выступил будущий режиссёр Шуманджая. Поставил первый в Индонезии цветной фильм («Девять», 1967) и первым использовал 70-мм стерео-камеру "Панасоник (фильм «Мама», 1972). Открыл для кинематографа много талантливых актёров, например, Видьявати и Софана Софиана (фильм «Молодая невеста», 1971, сценарий Шуманджаи), Роя Мартена, Танти Йосефу, Марини и Йенни Рахман. Всего снял 59 картин. В творчестве превалирует тема человека, ищущего место в современном мире. Ленты отличаются высоким режиссёрским мастерством, точностью выразительных средств: «Светлячки» (1957), «Любовь» (1975), «Нищая и велорикша» (1978), «Искусственные цветы» (1978), «Здесь впервые расцвела любовь» (1980), «Дочь генерала» (1981, по роману Мотингго Буше). В конце жизни ставил телесериалы («Неизвестный герой», 1994; «Осколки треснувшей жемчужины», 1997). 29 раз его фильмы завоёвывали награды на Кинофестивале Индонезии (впервые в 1973 г. за фильм «Женитьба»).

## Награды
- Лучший фильм «Молодая невеста» (17 Азиатский кинофестиваль,1971)
- 8 наград за фильм «Женитьба», в том числе как лучший режиссёр (Кинофестиваль Индонезии, 1973)
- Награда за лучший монтаж фильма «Любовь» (Кинофестиваль Индонезии, 1976)
- Награда за лучший монтаж фильма «Что-то прекрасное» (Кинофестиваль Индонезии, 1977)
- Награда за лучший монтаж фильма «Нищая и велорикша» (Кинофестиваль Индонезии, 1979)

## Семья
- Был женат трижды. Первая супруга Р. О. Унасих (1955—1957), вторая — Паула Румокой (1974—1982), третья — Инне (Андриана) Хермина Хомид (с 1984 г.).
- Двое детей: дочь от первой жены Лиса Мария (1957), сын от последней жены Уильям Умбох Ихсан Салим (1986).

## Фильмография[4]
- Dibalik Dinding (За стеной, 1955)
- Kasih Ibu (Любовь матери, 1955)
- Terang Bulan Terang Di Kali (Лунный свет на реке, 1956)
- 'Kunang-kunang (Светлячки, 1957)
- Arriany (Арриани,1958)
- Djuara Sepatu Roda (Чемпион по роликовым конькам, 1958)
- Tiga Mawar (Три розы, 1959)
- Istana yang Hilang (Пропавший дворец, 1960)
- Mendung Sendja Hari (Пасмурный вечер, 1960)
- Djumpa Diperjalanan (Встреча на пути, 1961)
- Bintang Ketjil (Маленькая звезда, 1963)
- Kunanti Djawabmu (Я жду твоего ответа, 1964)
- Matjan Kemajoran (Тигр Кемайорана, 1965)
- Apa Jang Kau Tangisi (О чём ты плачешь, 1965)
- Sembilan (Девять, 1967)
- Laki-Laki Tak Bernama (Неизвестный мужчина, 1969)
- Isamar (Исамар,1969)
- Dan Bunga-bunga Berguguran (И опали цветы, 1970)
- Pengantin Remaja (Молодая невеста, 1971)
- Biarlah Aku Pergi (Дай мне уйти, 1971)
- Perkawinan (Женитьба, 1972)
- Mama (Мама, 1972)
- Tokoh (Деятель, 1973)
- Senyum di Pagi Bulan September (Улыбка сентябрьским утром, 1974)
- Cinta (Любовь, 1975)
- Sesuatu yang Indah (Что-то прекрасное, 1976)
- Kugapai Cintamu (Я ищу твоей любви, 1977)
- Kembang-kembang Plastik (Искусственные цветы, 1977)
- Yang Negara Si Wanita (Земля женщины, 1978)
- Pengemis Dan Tukang Becak (Нищая и велорикша, 1978)
- Disini Cinta Pertama Kali Bersem (Здесь впервые расцвела любовь, 1980)
- Hidup Tanpa Kehormatan (Жизнь без уважения, 1981)
- Putri Seorang Jenderal (Дочь генерала, 1981)
- Perkawinan 83 (Свадьба 83, 1982)
- Pengantin Pantai Biru (Жених с Пантей-Биру, 1983)
- Johanna (Джоанна,1983)
- Kabut Perkawinan (Туман супружества, 1984)
- Biarkan Kami Bercinta (Будем любить, 1984)
- Permata Biru (Синий драгоценный камень, 1984)
- Pondok Cinta (Лачуга любви, 1985)
- Serpihan Mutiara Retak (Осколки треснувшей жемчужины, 1985)
- Secawan Anggur Kebimbangan (Стакан вина озабоченности, 1986)
- Merpati Tak Pernah Ingkar Janji (Голуби не нарушают обещаний, 1986)
- Aku Benci Kamu (Я ненавижу тебя, 1987)
- Tatkala Mimpi Berakhir (Когда кончаются мечты, 1987)
- Seputih Kasih Semerah Luka (Белый, как любовь. Красный, как рана, 1988)
- Selamat Tinggal Jeanette (Прощай, Джанет, 1988)
- Arini (Арини, 1988)
- Adikku Kekasihku (Моя младшая сестра — моя любовница, 1989)
- Kristal-kristal Cinta (Хрусталь любви, 1989)
- Bercinta Dalam Mimpi (Любовь в мечте, 1989)
- Pengantin (Невеста, 1990)
- Ayu Genit (Привет, кокетка, 1990)
- Pengantin Remaja (Молодая невеста,1991, телесериал)